# Доротея фон Шварцбург-Зондерсхаузен
Доротея фон Шварцбург-Зондерсхаузен (на немски: Dorothea von Schwarzburg-Sondershausen; на датски: Dorothea af Schwarzburg-Sondershausen; * 23 август 1579, Зондерсхаузен; † 25 юли 1639, Зондерсхаузен) е немска благородничка, графиня от Шварцбург-Зондерсхаузен и чрез женитба херцогиня на Шлезвиг-Холщайн-Зондербург (1622 – 1627).

## Биография
Тя е дъщеря на граф Йохан Гюнтер I фон Шварцбург-Зондерсхаузен (1532 – 1586) и съпругата му графиня Анна фон Олденбург (1539 – 1579), дъщеря на граф Антон I фон Олденбург и принцеса София фон Саксония-Лауенбург-Ратцебург.
Доротея се омъжва на 26 ноември 1604 г. в Олденбург за херцог Александер фон Шлезвиг-Холщайн-Зондербург (* 20 януари 1573; † 13 май 1627). Той е третият син на херцог син на херцог Йохан фон Шлезвиг-Холщайн-Зондербург (1545 – 1622) и първата му съпруга херцогиня Елизабет фон Брауншвайг-Грубенхаген (1550 – 1586). Баща му е третият син на датския крал Кристиан III. Той умира на 13 март 1627 г. на 54 години.
Тя умира на 5 юли 1639 г. в Зондерсхаузен на 59 години.

## Деца
Доротея и херцог Александер фон Шлезвиг-Холщайн-Зондербург имат 10 деца:
- Йохан Христиан (1607 – 1653), херцог на Шлезвиг-Холщайн-Зондербург-Францхаген (1627 – 1653), ∞ 1634 принцеса Анна фон Олденбург (1605 – 1688), дъщеря на граф Антон II фон Олденбург-Делменхорст
- Александер Хайнрих (1608 – 1667), ∞ 1643 Доротея Мария Хесхус (морганатичен брак), основава т. нар. католическа линия
- Ернст Гюнтер (1609 – 1689), херцог на Шлезвиг-Холщайн-Зондербург-Аугустенбург, ∞ 1651 принцеса Августа фон Шлезвиг-Холщайн-Зондербург-Глюксбург (1633 – 1701)
- Георг Фридрих (1611 – 1676), неженен
- Август Филип (1612 – 1675), херцог на Шлезвиг-Холщайн-Зондербург-Бек

∞ 1645 принцеса Клара фон Олденбург (1606 – 1647), дъщеря на граф Антон II фон Делменхорст
∞ 1649 принцеса Сидония фон Олденбург (1611 – 1650), сестра на първата му съпруга
∞ 1651 принцеса Мария Сибила фон Насау-Саарбрюкен (1628 – 1699)
- Адолф (1613 – 1616)
- Анна Елизабет (1615 – 1616)
- Вилхелм Антон (1616)
- София Катарина (1617 – 1696), ∞ 1635 г. за граф Антон Гюнтер фон Олденбург и Делменхорст (1583 – 1667)
- Филип Лудвиг (1620 – 1689), херцог на Шлезвиг-Холщайн-Зондербург-Визенбург

∞ 1643 принцеса Катарина фон Валдек-Вилдунген (1612 – 1649), дъщеря на граф Христиан фон Валдек-Вилдунген
∞ 1650 принцеса Анна Маргарета фон Хесен-Хомбург (1629 – 1686), дъщеря на ландграф Фридрих I фон Хесен-Хомбург
∞ 1688 графиня Магдалена Христина фон Ройс цу Оберграйц (1652 – 1697), дъщеря на граф Хайнрих I фон Ройс цу Оберграйц